# Kališník běločerný

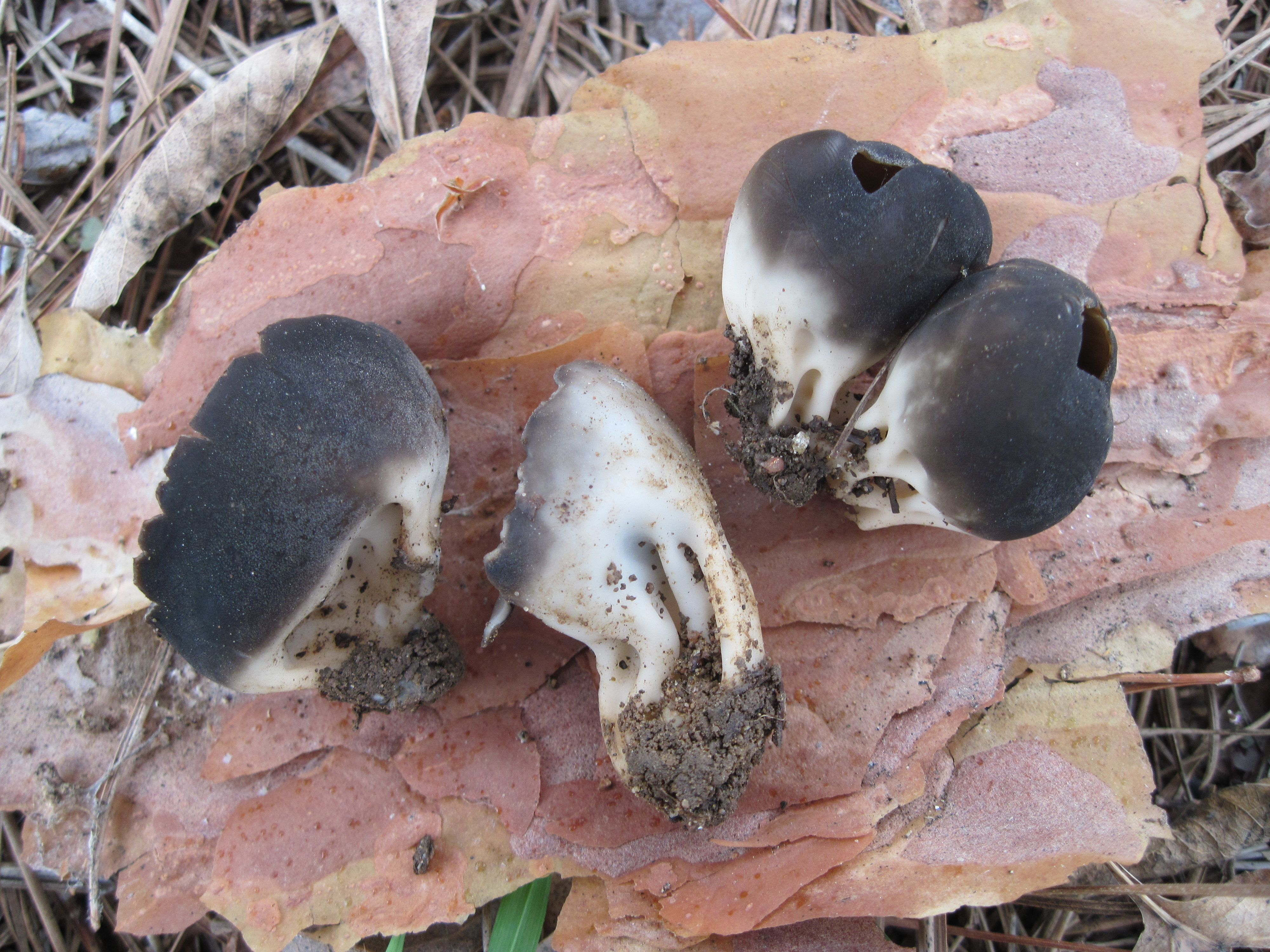
Kališník běločerný

Kališník běločerný neboli chřapáč kalíškovitý (Helvella leucomelaena (Pers.) Nannf. 1941) je vzácná vřeckovýtrusá jarní houba, která roste nejčastěji na půdách obohacených vápníkem pod borovicemi. V České republice jde o ohrožený druh.

## Synonyma
- Acetabula leucomelaena (Pers.) Sacc. 1889[1]
- Acetabula leucomelas Pers.[2]
- Geopyxis percevalii (Berk. et Cooke) Sacc. 1889 [jako „percevali“][1]
- Paxina leucomelaena (Pers.) Kuntze 1891 [jako „leucomelas“]
- Peziza leucomelaena Pers. 1822 [jako „leucomelas“][1]

česká jména
- chřapáč běločerný[3]
- chřapáč kalíškovitý[4]
- kališník běločerný[5]
- kališník bělonohý[2] (≠ chřapáč bělonohý!)
- kališník černobílý[6]

## Vzhled

### Makroskopický
Plodnice v dospělosti 40–100 milimetrů široké, 10–50 milimetrů hluboké, pohárovité až miskovité, se stopkou. Okraj je nejprve dovnitř zahrnutý, později laločnatý. Hymenium šedohnědé, tmavě hnědé až černé. Vnější strana strana je v horních partiích bělavá až tmavě šedohnědá, níže má bělavé odstíny a jemně pýřitý povrch. Bělavou stopku brázdí několik žeber se zaoblenými hranami. Žebra nevybíhají na vnější stranu kalichu.

### Mikroskopický
Výtrusy mají široce elipsovitý tvar, dosahují 20-24 × 11-13 μm.

## Výskyt
Roste vzácně, jen v příznivých letech hojněji, na zásaditých půdách (vápnitých, ale i hadcových), spíše na chudších substrátech s příměsí písku, štěrku nebo kamenů. Vyskytuje se v borových lesích (častěji podél cest), ale také na synantropních stanovištích - parcích, lesoparcích a trávnících, kde rostě rovněž pod borovicemi (lesní, méně často černou a klečí). Z České republiky jsou známé i ojedinělé nálezy z listnatých lesů či pastvin a dále pak sběry ze sukcesních stanovišť, jako jsou bývalá odkaliště po průmyslové těžbě. Fruktifikuje od dubna do června.

## Rozšíření

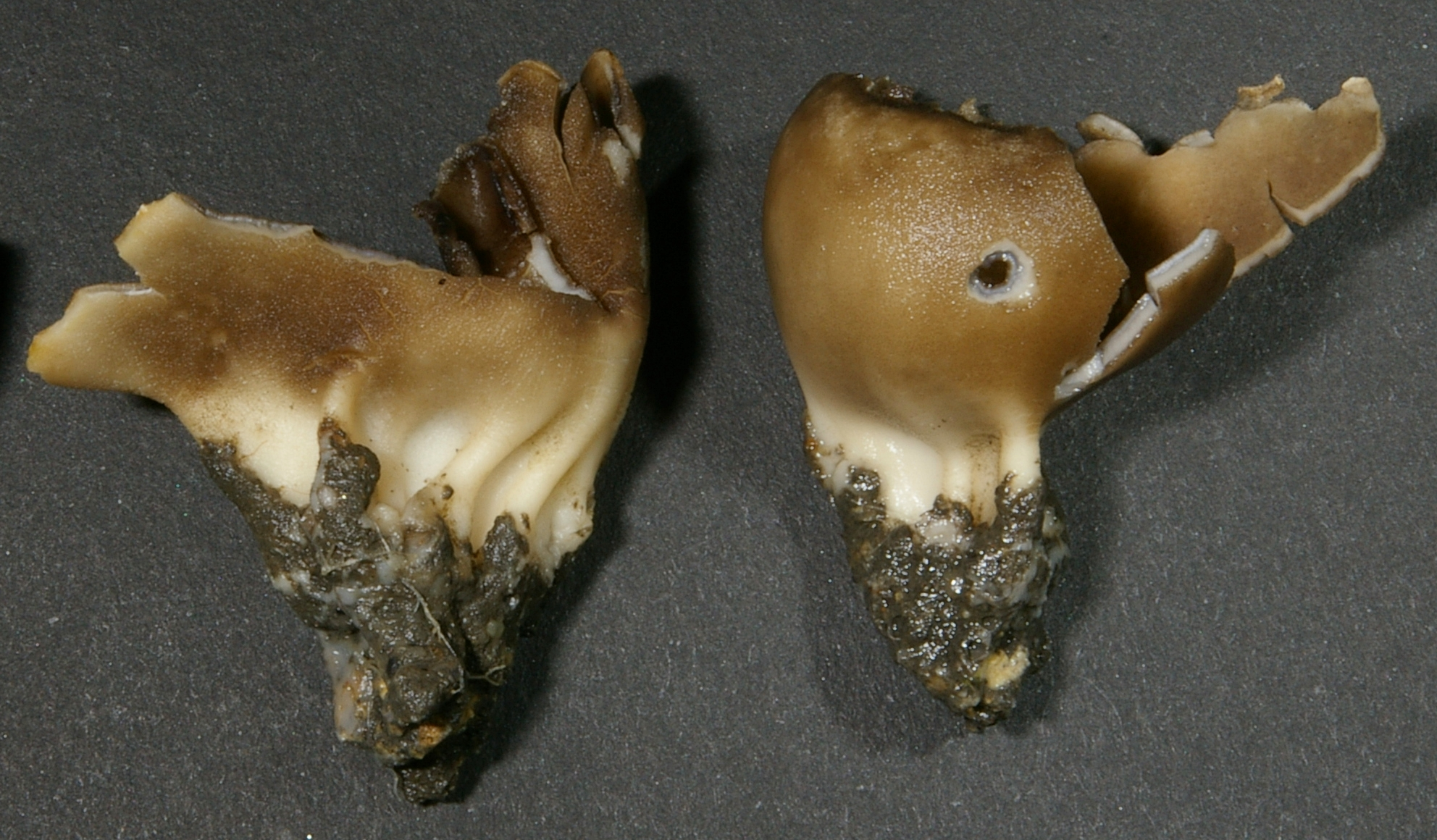
Dospělé plodnice

V rámci chráněných území České republiky byly nálezy kališníku žebernatého publikované mimo jiné z následujících lokalit:
- Český kras[9] (střední Čechy)
  - Koda[10] (okres Beroun)
- Kladrubská hora[11] (okres Tábor)
- Mohelenská hadcová step[7] (okres Třebíč)
- Petřín[12] (Praha)
- Pučanka[3] (okres Klatovy)
- Sivický les[9] (okres Brno-venkov)
- Vyšenské kopce[9] (okres Český Krumlov)

## Záměna
Může být zaměněn za podobné druhy chřapáčů (kališníků):
- kališník žebernatý (Helvella costifera)[13] – alkalické podloží pod listnáči, postrádá černošedé tóny, žebra nejsou patrná jen na třeni, ale vystupují výše na kalich
- chřapáč Quéletův (Helvella queletii)[13] – alkalické podloží pod listnáči, vyšší nadzemní třeň (není zapuštěn do substrátu), ze stran smáčklý kalich
- chřapáč podobný (Helvella confusa) – alkalického podloží pod smrky, drobnější plodnice.[4]
- kališník obecný (Helvella acetabulum)[13] – kyselé podloží pod listnáči, spíše hnědookrové odstíny, nebývá zapuštěný do substrátu

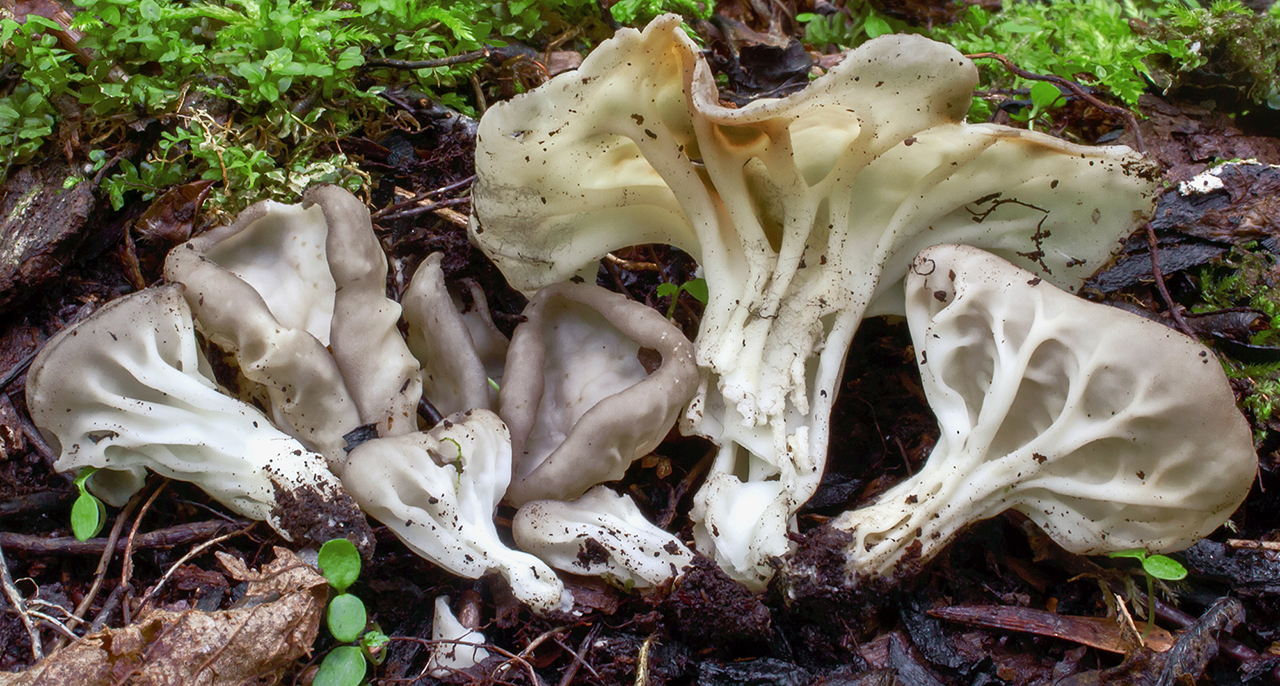
kališník žebernatý
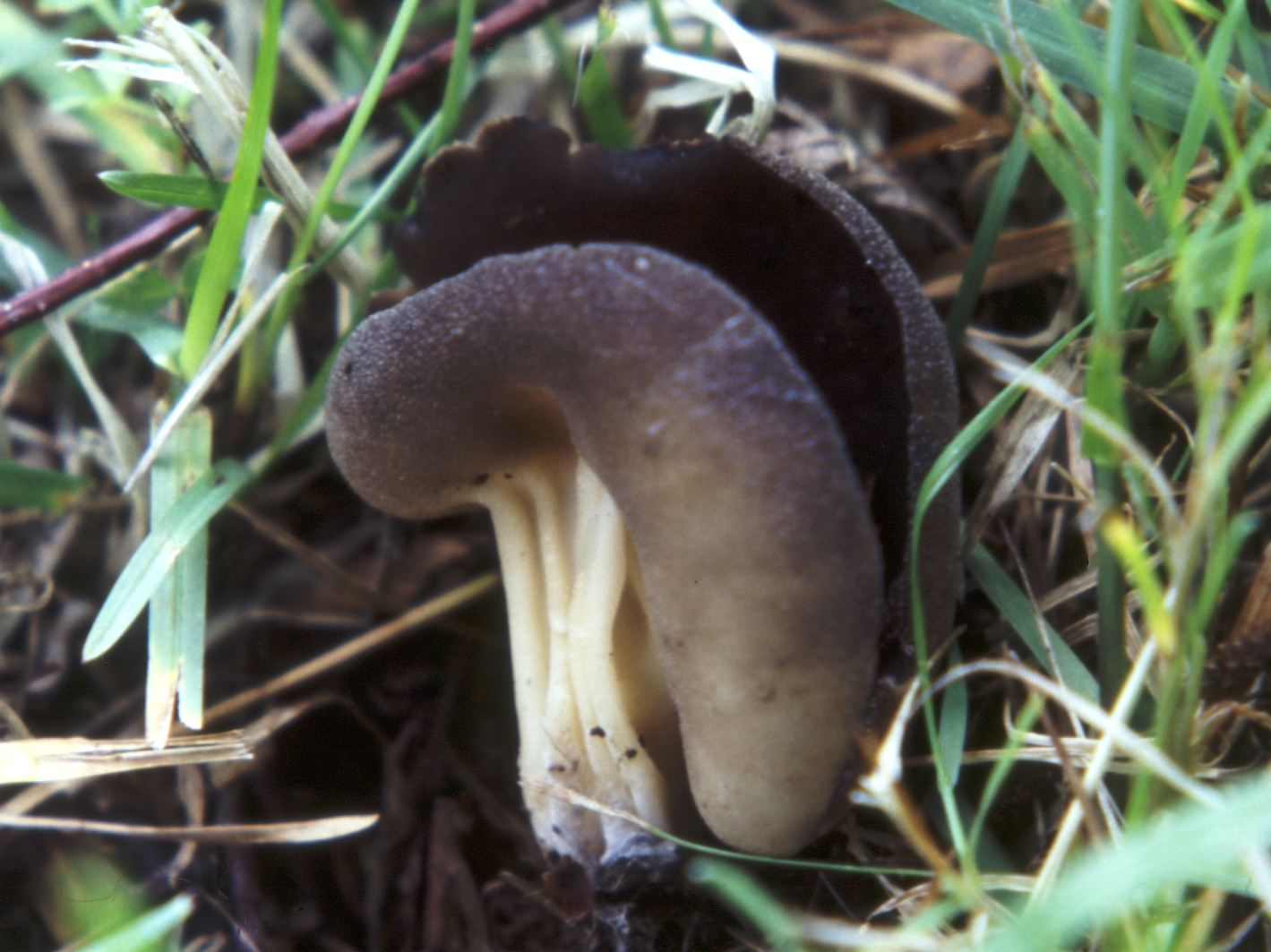
chřapáč Quéletův
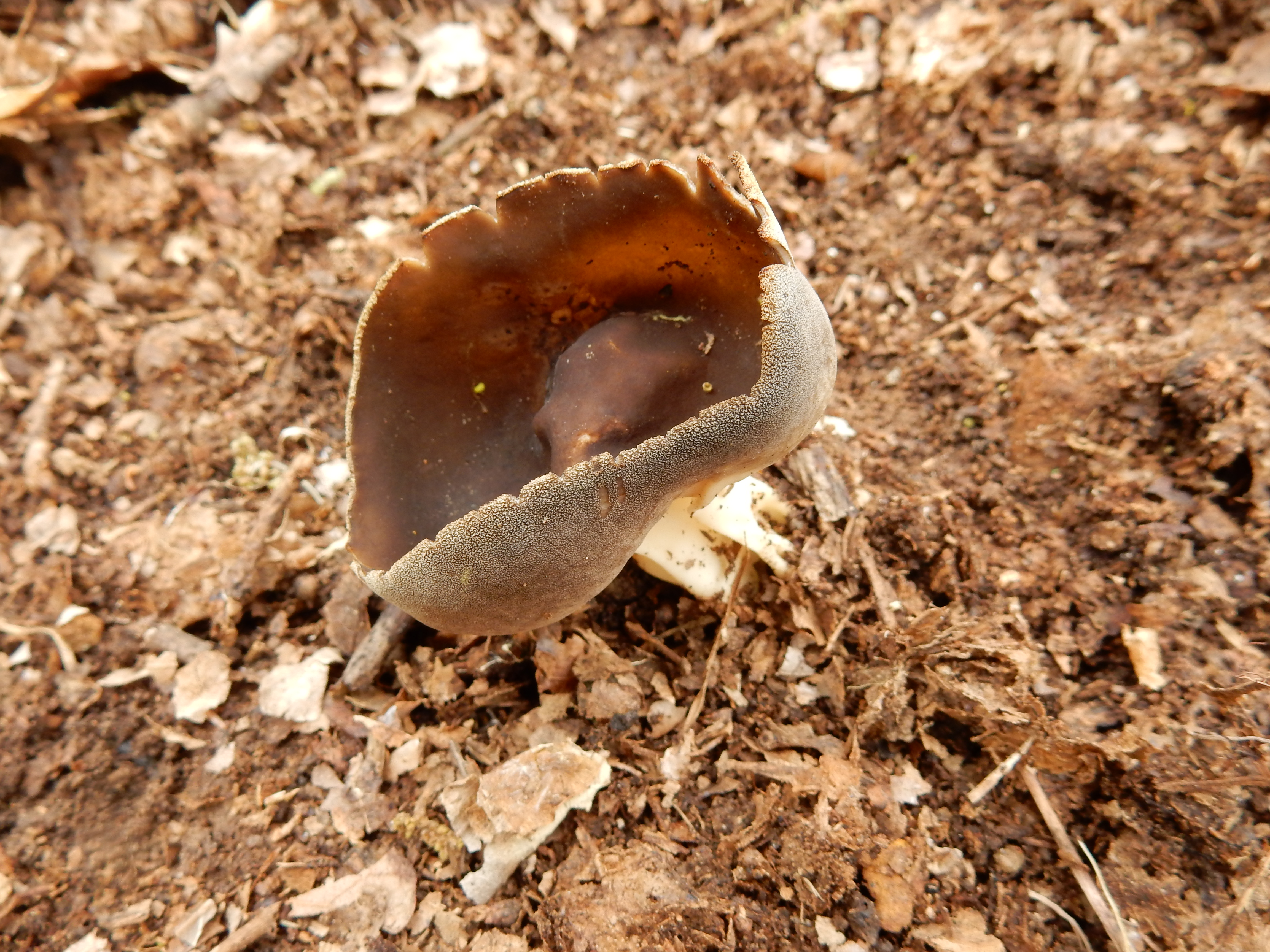
chřapáč podobný
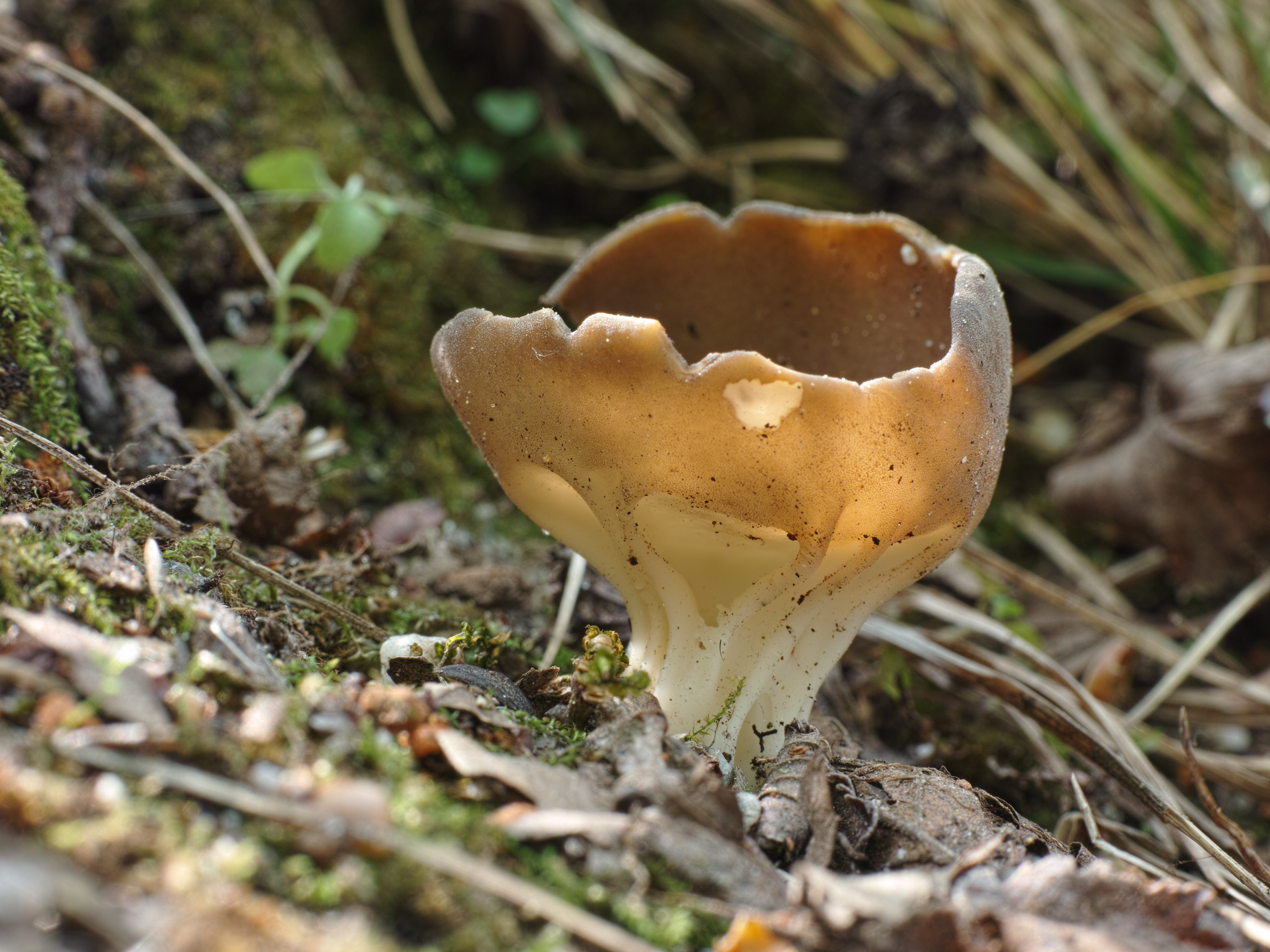
kališník obecný

## Ochrana
Kališník běločerný je veden v Červeném seznamu hub (makromycetů) České republiky jako ohrožený druh (EN). O případných nálezech je proto vhodné informovat nejbližší mykologické pracoviště.